# ビル・ミラー (プロレスラー)
ビル・ミラー（Dr. Bill Miller、本名：William M. Miller、1927年6月5日 - 1997年3月24日）は、アメリカ合衆国のプロレスラー。オハイオ州フリーモント出身のドイツ系アメリカ人。
獣医師の免許を有していたことから「ドクター」の異名を持ち、覆面レスラーのドクターX、ミスターX、ミスターMに変身しての活動でも知られる。第5代AWA世界ヘビー級王者（ミスターMとして戴冠）。実弟のダン・ミラーも元プロレスラーである。

## 来歴
オハイオ州立大学時代はスポーツ万能ぶりを発揮し、カレッジフットボールではローズボウルで活躍。レスリングではビッグ・テン・カンファレンスで1950年と1951年の2度に渡ってヘビー級チャンピオンとなり、1951年にはNCAAのオールアメリカンに選出された。学業においては獣医学を学び、獣医師の資格を取得したが、プロモーターのアル・ハフトにスカウトされ、大学卒業後の1951年にプロレスラーとしてデビュー。
地元オハイオにてハフトが主宰していたMWA（ミッドウエスト・レスリング・アソシエーション）を主戦場に、1953年から1955年にかけて、ミッドウエスト・ヘビー級王座および改称版のイースタン・ステーツ・ヘビー級王座をバディ・ロジャースと争う。1956年2月にはディック・ハットンを破り、オハイオ・ヘビー級王座にも戴冠した。
1956年下期からはエディ・アルバース（エド・ミラー）と兄弟ギミックのタッグチームを結成し、アメリカ西海岸からカナダのトロントまで、NWAの各テリトリーを転戦。同年8月にはサンフランシスコにてボボ・ブラジル&エンリケ・トーレスから同地区認定のNWA世界タッグ王座を奪取している。
エドとのタッグ解消後は覆面レスラーのドクターX（Dr. X）に変身し、ネブラスカ州オマハにて1959年10月3日にウイルバー・スナイダー、1961年2月4日にドン・レオ・ジョナサンを破り、俗に「オマハ版」といわれるAWA世界ヘビー級王座を獲得。その後、ミネソタのAWAでミスターM（Mr. M）に再変身し、1961年10月17日にハードボイルド・ハガティからUSヘビー級王座を奪取。1962年1月9日にはバーン・ガニアを下してミネアポリス版のAWA世界ヘビー級王座にも戴冠している（両AWA世界王座は1963年にガニアが統一）。
この間の1961年5月、ミスターX（Mr. X）のリングネームで日本プロレスに初来日。『第3回ワールド大リーグ戦』に出場し、力道山と決勝を争った。継続参戦した選抜シリーズにおいては、7月21日に田園コロシアムにて力道山のインターナショナル・ヘビー級王座に挑戦している。同リーグ戦にはカール・ゴッチもカール・クラウザー名義で参戦していたが、ミラーとゴッチは1962年9月、オハイオ州コロンバスの会場控室においてバディ・ロジャースとトラブルを起こしたことがある。
1965年からは素顔のドクター・ビル・ミラー（Dr. Bill Miller）としてニューヨークのWWWFに登場。7月12日・8月2日・8月23日のマディソン・スクエア・ガーデン定期戦において、ブルーノ・サンマルチノのWWWF世界ヘビー級王座に3カ月連続で挑戦している。WWWFでは弟のダン・ミラーとのタッグでも活動し、1965年8月5日にはゴリラ・モンスーン&カウボーイ・ビル・ワットからUSタッグ王座を奪取、翌1966年2月21日にジョニー・バレンタイン&アントニオ・プリエーゼに敗れるまで保持した。
1968年1月、ミスターXの覆面を着けながらもビル・ミラー名義で日本プロレスの『新春チャンピオン・シリーズ』に再来日。1月8日の広島大会ではクラッシャー・リソワスキーと組んでBI砲（ジャイアント馬場&アントニオ猪木）のインターナショナル・タッグ王座に挑戦する予定だったが、猪木が雪害のため広島入りできず欠場、タイトルは空位となり、馬場&吉村道明と王座争奪戦を行うも引き分ける。2月3日に東京の大田区体育館にて改めてBI砲との争奪戦に臨むが敗退した。
1968年はオーストラリア（ジム・バーネット主宰のワールド・チャンピオンシップ・レスリング）にも遠征し、6月にキラー・コワルスキーとのコンビでIWA世界タッグ王座を奪取している。1970年6月26日にはインディアナポリスのWWAにて、ディック・ザ・ブルーザーと組んでWWA世界タッグ王座も獲得した。同年11月20日、ザ・クリムゾン・ナイト（The Crimson Knight）なるマスクマンとして、ミズーリ州セントルイスにてドリー・ファンク・ジュニアのNWA世界ヘビー級王座に挑戦するも敗退、覆面を剥がされている。
1971年2月、素顔のビッグ・ビル・ミラー（Big Bill Miller）として国際プロレスの『AWAビッグ・ファイト・シリーズ』に来日。3月4日の北九州・小倉大会でサンダー杉山からIWA世界ヘビー級王座を奪取し、ベルトを海外に流出させるも、3カ月後の6月19日、ミネソタ州ダルースにてストロング小林王座を明け渡した（当日、両者はミネアポリスにて、ミラーはニック・ボックウィンクル、小林はビル・ロビンソンと対戦しており、ダルースにおける小林とミラーの試合は記録に残されておらず、この王座交代劇は架空のものともされる）。国際プロレスには1972年6月開幕の『ビッグ・サマー・シリーズ』にも再来日し、7月19日に東京の板橋区体育館にて新王者の小林に挑戦したが、タイトル奪還は果たせなかった。同シリーズではバロン・シクルナをパートナーに、空位となっていたIWA世界タッグ王座を小林&グレート草津と争っている。
1973年6月末にはキラー・カール・コックスやブル・ラモスらと共に全日本プロレスの『サマー・アクション・シリーズ』に参戦、これが最後の来日となった。1976年の現役引退後は地元のオハイオにて食肉検査官の職に就き、後に獣医を開業した。
1997年3月24日、ジムでのトレーニングを終えた後、心臓発作を起こして死去。69歳没。同年、オハイオ州立大学では生前の彼の功績を称え、アスレチックの殿堂に迎えている。

## 得意技
- ネック・ハンギング・ツリー
- ジャイアント・スイング
- アルゼンチン・バックブリーカー
- ベアハッグ

## 獲得タイトル
ミッドウェスト・レスリング・アソシエーション / セントラル・ステーツ・レスリング
- ミッドウエスト・ヘビー級王座 / イースタン・ステーツ・ヘビー級王座：3回[4]
- MWAオハイオ・ヘビー級王座：2回[5]
- MWAオハイオ・タッグ王座：1回（w / スタン・ホレック）[1]
- NWA北米タッグ王座（セントラル・ステーツ版）：1回（w / ボブ・ガイゲル）[28]

NWAデトロイト
- NWA世界タッグ王座（デトロイト版）：1回（w / ダン・ミラー）[29]

NWAサンフランシスコ
- NWA世界タッグ王座（サンフランシスコ版）：1回（w / エド・ミラー）[6]

NWAオールスター・レスリング
- NWAパシフィック・コースト・タッグ王座：1回（w / エド・ミラー）[30]
- NWAカナディアン・オープン・タッグ王座：1回（w / エド・ミラー）[31]

アメリカン・レスリング・アソシエーション
- AWA世界ヘビー級王座：1回[9]
- AWA世界ヘビー級王座（オマハ版）：2回[7]
- AWA USヘビー級王座：1回[8]

ワールド・ワイド・レスリング・フェデレーション
- WWWF USタッグ王座：1回（w / ダン・ミラー）[15]

インターナショナル・レスリング・エンタープライズ
- IWA世界ヘビー級王座（国際プロレス版）：1回[21]

ワールド・チャンピオンシップ・レスリング（オーストラリア）
- IWA世界タッグ王座（オーストラリア版）：1回（w / キラー・コワルスキー）[18]

ワールド・レスリング・アソシエーション（インディアナポリス）
- WWA世界タッグ王座（インディアナポリス版）：1回（w / ディック・ザ・ブルーザー）[19]